# Todd Mohney
Todd Mohney (* 14. Januar 1978) ist ein US-amerikanischer Musiker und Gitarrist, der ursprünglich durch die Band Rise Against bekannt wurde.

## Leben
Er wurde in Joliet, Illinois geboren und lebt zurzeit in Los Angeles. Er spielte in The Killing Tree, das ein Nebenprojekt des Sängers der Band Rise Against (Tim McIlrath) war. The Killing Tree ist seit 2004 nicht mehr live aufgetreten und hat auch keine neue Musik mehr veröffentlicht. Er spielte Gitarre in der Punk „Super-Group“ The Falcon. Todd Mohney erscheint im 2003 produzierten Rise Againsts Musik Video „Heaven Knows“ von Rise Againsts Revolutions per Minute Album.